# Stephania mashanica
Stephania mashanica är en tvåhjärtbladig växtart som beskrevs av Hsien Shui Lo och B.N. Chang. Stephania mashanica ingår i släktet Stephania och familjen Menispermaceae. Inga underarter finns listade i Catalogue of Life.